# 広船国際
広船国際有限公司（こうせんこくさい-ゆうげんこうし）は中華人民共和国広州市に立地する造船会社。国有持株会社の中国船舶工業集団公司（CSSC）の上場中間持株会社である中船海洋与防務装備股份有限公司の子会社。

## 概要
辛亥革命後、広州南石頭に華僑が興した私営ドックの広南船塢が起源である。中華人民共和国建国後は、国営の造船廠として業務を開始した。
国営造船廠の時代、リガ型フリゲートのノックダウン生産および旅大型駆逐艦、江南型フリゲート、ロメオ型潜水艦、オーサ型ミサイル艇、T-43型掃海艇、922型および946型潜水艦救難艦などを建造した。
資本形態を株式会社に移行後、2000年代に入ると軍需は福池型補給艦、926型潜水艦救難艦、920型病院船、904A型輸送艦など補助艦の建造が主となる。
2010年代に入ると、龍穴島造船基地（造船用工業団地）に立地する広州中船龍穴造船有限公司を買収し、建造能力が大幅に拡大する。
2013年の建造量は1,177,800DWT、建造量国内シェア2.6%で12位であった。

## 沿革
- 1914年、華僑の譚礼庭が広州南石頭に「広南船塢」を創設。
- 1954年8月、「広州造船廠」として国有の造船廠となる。
- 1956年、「広州第一造船廠」に名称変更する。
- 1958年4月、珠江対岸の白鶴洞にあった「広州船舶修造廠」と合併し、名称を元の広州造船廠に戻す。
- 1979年、アメリカのコンテナ船を運用する海運会社と提携し、中国初の海上コンテナを製造する工場を設立する。
- 1993年6月、中国船舶工業集団公司の前身である中国船舶工業総公司が管理する国有企業から資本形態を株式会社に変更し、「広州広船国際股份有限公司」に社名変更する。同年中に、香港証券取引所、上海証券取引所に上場する。
- 2002年12月、自社設計した、1万8000DWT級重量物運搬船を竣工。
- 2010年7月、IMO塗装性能基準PSPCの新基準をクリアした5万DWT級プロダクトタンカーの一番船が竣工。
- 2011年1月、PSPC新基準をクリアした5万5千DWT級プロダクトタンカーの一番船が進水。
- 2014年、広州中船龍穴造船有限公司を買収。
- 2015年、中船黄埔文沖船舶有限公司を買収
- 2015年5月、広州広船国際股份有限公司は社名を中船海洋与防務装備股份有限公司に変更する。茘湾区の南石頭と白鶴洞の造修船業務部門は、買収した広州中船龍穴造船有限公司と統合のうえ、広船国際有限公司に名称を変更する。

## 造船所
- 茘湾廠区（茘湾区南石頭および白鶴洞）、3万トン級ドック1基、6万トン級ドック1基、岸壁1600ｍ
- 南沙廠区（南沙区龍穴島）、30万トン級ドック2基、5万トン級船台2基

## 子会社
- 広州市紅帆酒店有限公司
- 広州紅帆電脳科技有限公司
- 広州広船国際海洋工程有限公司
- 中山広船船舶及海洋工程有限公司
- 広州広船船業有限公司
- 広州永聯鋼結構有限公司
- 広州市広利船舶入力資源服務有限公司
- 広東広船国際電梯有限公司
- 広州龍穴管業有限公司